# Segunda División Peruana 1983
La Segunda División Peruana 1983 fue disputada por 14 equipos invitados por el Directorio de la Federación Peruana de Fútbol, quien  dispone la reactivación de la Segunda División como Categoría experimental sin derecho al Ascenso a Primera División Profesional, donde además de los Clubes de Lima y Callao fueron incluidos, equipos provincianos de la costa norte y central del Perú. 
Al final del Torneo el Club Lawn Tenis de la Exposición, descendió de Categoría.
El Campeón fue el Club Unión González Prada de Surquillo y que por la disposición tomada por el Directorio de la FPF durante el transcurso del torneo,  no obtuvo el Ascenso a la Primera División Profesional.

## Historia
Los Clubes invitados fueron: 
| Club                   | Ciudad       | Proviene de |
| ---------------------- | ------------ | --- |
| Alcides Vigo           | Barranco     | Participó en la Liga Mayor Metropolitana 1982 y había clasificado a la Etapa Regional de la Copa Perú 1982/1983 |
| Atlético Independiente | San Vicente  | Participó en la Región de la Copa Perú 1981/1982                                                                |
| Carlos A. Mannucci     | Trujillo     | Participó en la Etapa Departamental de La Libertad de la Copa Perú 1982/1983                                    |
| AELU                   | Pueblo Libre | De la 1.ª División de Pueblo Libre de 1983                                                                      |
| Deportivo Cantolao     | Callao       | Finalista del Hexagonal Final de la Copa Perú 1982                                                              |
| Huracán San Agustín    | San Isidro   | Participó en la Liga Mayor Metropolitana 1982 y había clasificado a la Etapa Regional de la Copa Perú 1982/1983 |
| José Gálvez            | Chimbote     | De la 1.ª División de la Liga de Chimbote de 1983                                                               |
| Juventud La Palma      | Huacho       | De la 1.ª División de la Liga de Huacho de 1983                                                                 |
| Lawn Tennis            | Jesús María  | De la 1.ª División de Jesús María de 1983                                                                       |
| Mariscal Sucre         | Paramonga    | De la 1.ª División de Paramonga de 1983                                                                         |
| Defensor Mayta Cápac   | El Carmen    | De la 1.ª División de El Carmen de 1983                                                                         |
| Miraflores FBC         | Miraflores   | De la 1.ª División de Miraflores de 1983                                                                        |
| Octavio Espinosa       | Ica          | Participó en la Región 4 de la Copa Perú 1981/1982                                                              |
| Unión González Prada   | Surquillo    | Finalista del Hexagonal Final de la Copa Perú 1982                                                              |

## Equipos participantes
| Club                   | Ciudad       | Estadio                             |
| ---------------------- | ------------ | ----------------------------------- |
| Alcides Vigo           | Barranco     | Municipal de Barranco               |
| Atlético Independiente | San Vicente  | Roberto Yáñez                       |
| Carlos A. Mannucci     | Trujillo     | Mansiche                            |
| AELU                   | Pueblo Libre | La Unión                            |
| Deportivo Cantolao     | Callao       | Telmo Carbajo                       |
| Huracán San Agustín    | San Isidro   | Colegio San Agustín                 |
| José Gálvez            | Chimbote     | Vivero Forestal                     |
| Juventud La Palma      | Huacho       | Segundo Aranda Torres               |
| Lawn Tennis            | Jesús María  | Lawn Tennis                         |
| Mariscal Sucre         | Paramonga    | Alejandro González                  |
| Defensor Mayta Cápac   | El Carmen    | Municipal de Chincha                |
| Miraflores FBC         | Miraflores   | Municipal de San Juan de Miraflores |
| Octavio Espinosa       | Ica          | Picasso Peratta                     |
| Unión González Prada   | Surquillo    | Municipal de Surquillo              |

### Equipos porDepartamentos
| Departamentos | N.º | Club |
| ------------- | --- | --- |
| Lima          | 9   | - Alcides Vigo - Atlético Independiente - Deportivo AELU - Huracán San Agustín - Juventud La Palma - Lawn Tennis - Mariscal Sucre - Miraflores FBC - Unión González Prada |
| Ica           | 2   | - Mayta Cápac - Octavio Espinosa |
| Áncash        | 1   | - José Gálvez |
| Callao        | 1   | - Deportivo Cantolao |
| La Libertad   | 1   | - Carlos A. Mannucci |

| Mariscal Sucre Juventud La Palma Carlos A. Mannucci Octavio Espinosa Mayta Cápac Atlético Independiente Cantolao Alcides Vigo AELU San Agustín Lawn Tennis Miraflores FBC González Prada José Gálvez |

## Tabla de posiciones
| Pos. | Equipo                      | PJ | PG | PE | PP | GF | GC | DG  | PTS |
| ---- | --------------------------- | -- | -- | -- | -- | -- | -- | --- | --- |
| 1    | Unión González Prada        | 26 | 15 | 6  | 5  | 35 | 16 | +19 | 36  |
| 2    | Academia Cantolao           | 26 | 13 | 7  | 6  | 31 | 20 | +11 | 33  |
| 3    | Huracán San Agustín         | 26 | 9  | 15 | 2  | 31 | 24 | +7  | 33  |
| 4    | José Gálvez                 | 26 | 13 | 6  | 7  | 36 | 24 | +12 | 32  |
| 5    | Carlos A. Mannucci          | 26 | 11 | 10 | 5  | 38 | 32 | +6  | 32  |
| 6    | Juventud La Palma           | 26 | 11 | 8  | 7  | 36 | 29 | +7  | 30  |
| 7    | Octavio Espinosa            | 26 | 11 | 6  | 9  | 28 | 24 | +4  | 28  |
| 8    | AELU                        | 26 | 10 | 7  | 9  | 32 | 22 | +10 | 27  |
| 9    | Defensor Mayta Cápac        | 26 | 7  | 8  | 11 | 28 | 36 | -8  | 22  |
| 10   | Alcides Vigo                | 26 | 6  | 8  | 12 | 28 | 33 | -5  | 20  |
| 11   | Miraflores FBC              | 26 | 8  | 4  | 14 | 23 | 45 | -22 | 20  |
| 12   | Mariscal Sucre de Paramonga | 26 | 5  | 8  | 13 | 30 | 36 | -6  | 18  |
| 13   | Atlético Independiente      | 26 | 3  | 12 | 11 | 25 | 42 | -17 | 18  |
| 14   | Lawn Tennis                 | 26 | 4  | 7  | 15 | 26 | 45 | -19 | 15  |

|  | Campeón                                      |
|  | Invitados al Campeonato Descentralizado 1984 |
|  | Desciende                                    |
| Perú                            |
| Campeón                         |
| Unión González Prada 1.º título |